# 亞洛瓦齊克
51°32′56″N 24°59′56″E / 51.54889°N 24.99889°E
亞洛瓦齊克（烏克蘭語：Яловацьк），是烏克蘭西北部的村莊，隸屬沃倫州的卡明-卡希爾斯基區。該村面積0.97平方公里，海拔高度166米，2001年人口283，人口密度每平方公里290.55人。